# وشق تركستاني
الوشق التركستاني (الاسم العلمي: Lynx lynx isabellinus) هو نويع من الوشق الأوراسي المتوطن في آسيا الوسطى والهمالايا. في 2013 قدر عدد الأفراد البالغين بنحو 27,000 في الصين.

## الموطن
يوجد الوشق التركستاني في كازاخستان وأوزباكستان وتركمانستان وقيرغيزستان وطاجيكستان وأفغانستان وباكستان ولاداخ ونيبال وبوتان ومنطقة التبت في الصين. ويعيش في الغالب على ارتفاعات أعلى في الغابات المفتوحة و عيش أيضا في الكهوف وأماكن الاختباء الآمنة المتعددة. وفي جبال الهيمالايا الهندية، تمت مشاهدة أحد أفراده على ارتفاع 4900 متر  في منتزه هيميس الوطني، وعلى ارتفاع 4800 متر على هضبة تشانغتانغ، وكلاهما في لاداخ. وفي كازاخستان، يوجد الوشق التركستاني في جبال تيان شان ودزونغاريان ألاتاو.